# Коровяк тараканий
Коровя́к тарака́ний (лат. Verbáscum blattaria) — двулетнее, реже однолетнее травянистое растение, вид травянистых растений из рода Коровяк (Verbascum) семейства Норичниковые (Scrophulariaceae).

## Ботаническое описание
Всё растение голое, только в верхней части его отмечается большее или меньшее количество желёзок или желёзистых волосков.
Стебель 30—120 см высотой, прямостоячий, облиственный, кверху слегка ребристый, простой, к верхушке иногда с немногими боковыми веточками.
Прикорневые листья сидячие или коротко черешчатые, пластинка их продолговатая, (7)10—12 см длиной, 1,5—2,5 см шириной, при основании иногда перистонадрезанная, по краю городчато-зубчатая. Стеблевые листья почти сидячие, постепенно более короткие, верхние продолговато-ланцетные, острые, при основании быть может стеблеобъемлющие, не низбегающие.
Соцветие — простая, удлинённая, негустая кисть. Цветоножки одиночные. Прицветники заострённые, нижние яйцевидные, зубчатые, иногда равные цветоножке, верхние ланцетные, цельнокрание, в несколько раз короче цветоножки, нередко покрыты железистыми волосками. Цветоножки 10—20(25) мм длиной, реже очень короткие. Чашечка 5—8 мм длиной, покрыта желёзками или голая, почти до сонования разделённая на узколанцетные доли. Венчик 25—30 мм в диаметре, жёлто-бурый, снаружи быть может усаженный желёзками, внутри с фиолетовыми сосочками при основании верхних долей. Нити тычинок с длинными фиолетовыми волосками; пыльники двух передних тычинок низбегающие. Цветение в июле—августе.
Коробочка шаровидная, желёзистая.

## Распространение
Кавказ: Армения. Азия: Иран, север Ирака, Ливия, Турция.
Растёт на холмах, на песчаных местах, по берегам рек, по садам, в солонцеватой степи, реже на пашне, рисовых полях и в огородах, как сорняк.
|                                                               |  |  |  |
| Слева направо: общий вид, соцветие с бутонами, цветок, семена |  |  |  |